# Laura Netzel
Laura Constance Netzel, née Pistolekors le 1er mars 1839 à Rantasalmi et morte le 10 février 1927 à Stockholm, est une compositrice, pianiste et cheffe d'orchestre suédoise. Elle a parfois utilisé le pseudonyme de N. Lago.

## Biographie
Laura Netzel est née à Rantasalmi en Finlande. Tout au long de sa vie, elle a été fière de son héritage finlandais même si elle n'avait qu'un an quand elle a déménagé de façon permanente à Stockholm. Netzel a étudié le piano avec Mauritz Gisiko (en) et Anton Door, le chant avec Julius Günther (en) et la composition avec Wilhelm Heinze (en) en Allemagne et Charles-Marie Widor en France. Elle compose certaines de ses œuvres sous le pseudonyme de N. Lago.
Netzel est active dans des causes sociales, y compris le soutien aux pauvres, aux femmes, aux enfants et aux travailleurs. En 1866, elle épouse le professeur Wilhelm Netzel de l'Institut Karolinska. Elle meurt à Stockholm,.

## Œuvres
- Ballade, op. 19
- Deux mélodies, op. 20
- Trois pièces de salon, op. 24
- Humoresque pour piano, op. 26
- Sonate pour piano, op. 27
- Berceuse et Tarentelle, op. 28
- Trois mélodies, op. 31
- Suite pour flûte, op. 33
- Tarentelle, op. 33
- Trastens klagan, op. 34
- Ballade, op. 35
- Quatre mélodies, op. 36
- Humoresque, op. 37
- Romance en Mi Majeur, op. 38
- Trois duos, op. 39
- Romance en La Majeur, op. 40
- Ave Maria, op. 41
- Blå grottan, op. 43
- Trois lieder, op. 44
- Stabat mater, op. 45 (1890)
- Quatre mélodies, op. 46
- Trois mélodies, op. 47
- Andante Religioso, op. 48
- Menuet, op. 48
- Feu follet, op. 49
- Trio pour piano, op. 50
- Danse hongroise, op. 51
- Deux études de concert, op. 52
- Chanson slave, op. 53
- Voici la Brise, op. 55
- Six morceaux, op. 57
- Berceuse, op. 59
- La Gondoliera, op. 60
- Din frid, var han en drömgestalt ?, op. 61
- Suite pour violon, op. 62
- Sonate pour violoncelle, op. 66 (1899)
- Prélude et Fuguette, op. 68
- Berceuse, op. 69
- Colibri, op. 72
- Trio pour piano, op. 78
- Concerto pour piano, op. 84 (1897)
- Blomman
- Deux mélodies
- Fantaisie sur les mélodies nationales suédoises
- Fjäriln
- Kyrko Aria
- Morgonen
- Säg mig du lilla fogel
- Trois mélodies
- Deux trios
- Vårsång